# Cochranella ramirezi
Cochranella ramirezi är en groddjursart som beskrevs av Pedro M. Ruiz-Carranza och Lynch 1991. Cochranella ramirezi ingår i släktet Cochranella och familjen glasgrodor. IUCN kategoriserar arten globalt som otillräckligt studerad. Inga underarter finns listade i Catalogue of Life.